# تشارلز ريس فيليكس
تشارلز ريس فيليكس (بالإنجليزية: Charles Reis Felix)‏ هو مربي أمريكي، ولد في 29 أبريل 1923 في نيو بدفورد في الولايات المتحدة، وتوفي في 25 يناير 2017 في بالو ألتو في الولايات المتحدة.